# Acrocephalus palustris

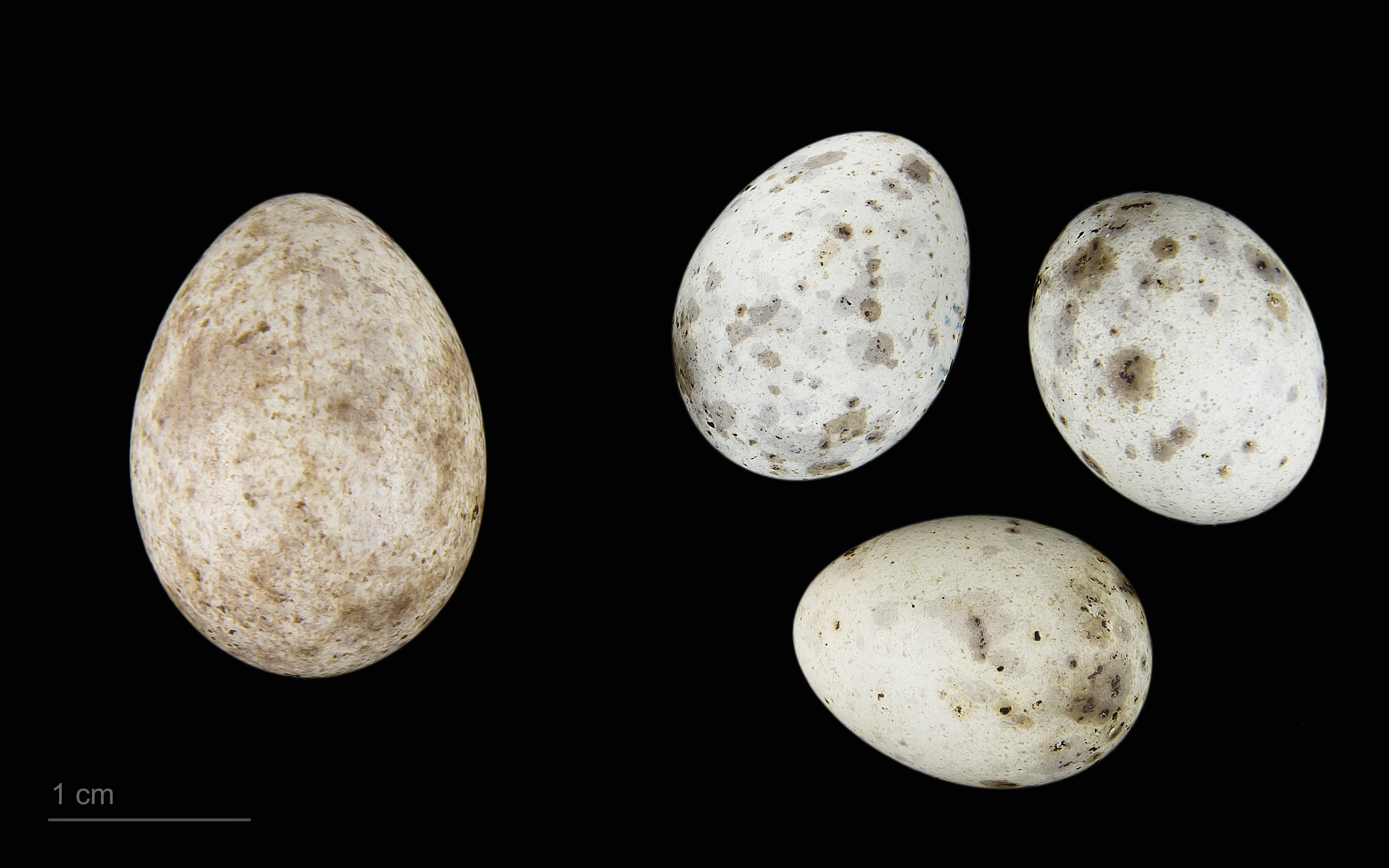
Cuculus canorus canorus en un nido de Acrocephalus palustris - MHNT

El carricero políglota (Acrocephalus palustris) es una especie de ave paseriforme de la familia Acrocephalidae propia Eurasia y África. Se caracteriza por un color amarillo blanquecino en su parte inferior, alas y cabeza de grisáceo a marrón y pico pálido con cresta oscura. Vive en riberas húmedas y lugares pantanosos, aunque no en carrizales, en el centro y norte de Europa. Es uno de los últimos migradores estivales en llegar.
Su voz está llena de imitaciones; es fluida, dura, corta, con gorjeos de notas nasales.
Su nido es en taza, somero, suspendido de la vegetación circundante. Alberga de cuatro a cinco huevos puestos en una nidada, de junio a julio.
Se alimenta de insectos, arañas y bayas, que toma de entre la maleza.
Se distribuye por el centro, sureste y este de Europa, llegando al extremo sur de Gran Bretaña y Escandinavia. 